# District de la Singine
Le district de la Singine, appelé en allemand Sensebezirk, est un des sept districts du canton de Fribourg en Suisse. Son chef-lieu est Tavel (Tafers en allemand).

## Langues
Ce district est le seul du canton à n'avoir que l'allemand comme langue officielle. Il dispose également de son propre dialecte, le singinois (Senslerdeutsch en allemand). 

### Le dialecte singinois
(mai 2023).
Le singinois (Senslerdeutsch en allemand) est la langue parlée dans la vie quotidienne par les habitants du district de la Singine, de la paroisse de Gurmels et de la ville de Fribourg. Le dialecte compte quelque 30 000 locuteurs et les exemples écrits ne manquent pas, dans la littérature comme dans la pratique des courriers électroniques ou des messages écrits sur le téléphone. Ce dialecte est différent des autres dialectes alémaniques, suffisamment pour être reconnu tout en permettant la conversation et la compréhension au-delà de sa région.
Jusque dans les années 1960, la Singine a constitué un isolat linguistique. D’un côté la région voisine avec les francophones et leur patois francoprovençal, de l’autre elle n’entretient que peu de contacts avec les protestants du canton de Berne. Cet isolement a favorisé le maintien de certains archaïsmes et de structures remontant au Moyen Âge. Plus que les autres, le dialecte singinois a adopté des traits de ses voisins romands. Finalement l’étroitesse de l’espace singinois a aussi favorisé quelques évolutions originales de la langue.
Au cours des dernières cinquante années, le parler a évolué tout autant que le monde environnant. En raison de la mobilité, le dialecte subit la concurrence venue de l’extérieur dans les villages de la basse Singine. Mais la globalisation a aussi stimulé la recherche de racines et la langue locale : les dialectes alémaniques sont actuellement en vogue. Les dialectes marginaux comme le Singinois sont d’autant plus appréciés. Malgré ou justement à cause de petites particularités de leur vocabulaire, les Singinois sont mieux reconnus par les alémaniques qu’il y a 20 ou 30 ans. Le Senslerdeutsch est devenu un emblème apprécié et remarqué.

## Communes
Voici la liste des communes composant le district avec, pour chacune, sa population.
| Nom officiel     | N° OFS | Population (décembre 2022) |
| ---------------- | ------ | -------------------------- |
| Bösingen         | 2295   | +003 339,                  |
| Brünisried       | 2292   | +000694,                   |
| Chevrilles       | 2294   | +001 710,                  |
| Dirlaret         | 2301   | +001 135,                  |
| Guin             | 2293   | +008 793,                  |
| Heitenried       | 2296   | +001 419,                  |
| Planfayon        | 2299   | +003 619,                  |
| Plasselb         | 2300   | +001 038,                  |
| Saint-Ours       | 2304   | +001 431,                  |
| Saint-Sylvestre  | 2303   | +001 017,                  |
| Schmitten        | 2305   | +004 262,                  |
| Tavel            | 2306   | +007 805,                  |
| Tinterin         | 2307   | +001 336,                  |
| Ueberstorf       | 2308   | +002 404,                  |
| Wünnewil-Flamatt | 2309   | +005 641,                  |
| Total            | Total  | +045 643,                  |